# Lituénigo
 Lituénigo-wieś  położona w aragońskiej prowincji  Saragossa w Hiszpanii. Liczba mieszkańców w 2004 roku wynosiła 123 osoby.